# Love + Fear
Love + Fear (с англ. — «Любовь + Страх») — четвёртый студийный альбом уэльской певицы Марины, ранее известной как Marina and the Diamonds. Альбом издан 26 апреля 2019 года на лейбле Atlantic. Главным продюсером выступил Джоэл Литтл; в записи также принимали участие Джек Паттерсон и Грэйс Чатто (участники группы Clean Bandit), и Марк Ральф.

## История создания
После завершения концертного тура Neon Nature Tour в поддержку своего третьего альбома Froot, Марина Диамандис решила взять перерыв на некоторое время, чтобы путешествовать и «сделать что-то другое», что не будет похоже на её предыдущие работы. В июне 2016 года, в интервью с Fuse, исполнительница заявила, что уже начала писать материал для следующего альбома. В декабре Clean Bandit подтвердили, что их совместная с Диамандис композиция «Disconnect», исполненная годом ранее на фестивале Коачелла, попадёт на третий альбом группы, однако выход трека долгое время откладывался и, в конечном итоге, он был выпущен в конце июня 2017 года как внеальбомный сингл. Чуть позже Clean Bandit вновь исполнили «Disconnect» с Мариной, на этот раз уже на сцене фестиваля Гластонбери.
В 2018 году певица заявила о смене сценического имени с «Marina and the Diamonds» на обычное «Marina», откинув «бриллианты», что позднее объяснила в интервью с Dazed: «Мне потребовался целый год, чтобы понять, что всё это время моя личность была крайне тесно связана со сценическим образом. И от меня настоящей [в музыке] почти ничего не осталось». В начале ноября того же года была выпущена очередная коллаборация Марины с Clean Bandit — «Baby»; в записи также принял участие пуэрто-риканский музыкант Луис Фонси. Песня показала хорошие результаты в коммерческом плане, добравшись до 5 позиции в британском UK Singles Chart.
Перед выступлением на ежегодном концерте Jingle Bell Ball, организованном радио Capital FM, Диамандис дала несколько комментариев о новом альбоме для сайта PopBuzz, например, назвав его «менее концептуальным» по сравнению с Electra Heart (2012). 31 января 2019 года Марина опубликовала свою новую фотографию в Instagram, подписав её как «8 дней». На следующий день она объявила, что её четвёртый альбом будет выпущен в первой половине 2019 года. 6 февраля исполнительница опубликовала название первого сингла с предстоящей пластинки — «Handmade Heaven». Композиция была выпущена спустя два дня, а 14 февраля Диамандис сообщила в Twitter, что её четвёртый диск будет называться Love + Fear, также опубликовав обложки его A- и B-сторон, каждая из которых содержит по восемь треков. В тот же день альбом стал доступен для предзаказа в онлайн-магазине iTunes.

## Список композиций
| №  | Название                                        | Автор(ы)                                                                           | Продюсер(ы)                        | Длительность |
| -- | ----------------------------------------------- | ---------------------------------------------------------------------------------- | ---------------------------------- | ------------ |
| 1. | «Handmade Heaven»                               | Марина Диамандис                                                                   | Джоэл Литтл                        | 3:29         |
| 2. | «Superstar»                                     |                                                                                    |                                    | 3:53         |
| 3. | «Orange Trees»                                  | Диамандис, Эрик Хассл, Оскар Гёррес, Якоб Джерлстром                               |                                    | 3:08         |
| 4. | «Baby» (при участии Clean Bandit и Луиса Фонси) | Джек Паттерсон, Камиль Парселл, Джейсон Эвиган, Диамандис, Мэттью Нотт, Луис Фонси | Паттерсон, Грэйс Чатто, Марк Ральф | 3:25         |
| 5. | «Enjoy Your Life»                               |                                                                                    |                                    | 3:36         |
| 6. | «True»                                          |                                                                                    |                                    | 3:29         |
| 7. | «To Be Human»                                   |                                                                                    |                                    | 4:06         |
| 8. | «End of the Earth»                              | Диамандис, Джо Джаниак, Джеймс Фланниган                                           |                                    | 3:41         |

| №   | Название            | Автор(ы)                         | Длительность |
| --- | ------------------- | -------------------------------- | ------------ |
| 9.  | «Believe in Love»   |                                  | 3:32         |
| 10. | «Life Is Strange»   |                                  | 3:16         |
| 11. | «You»               | Диамандис, Джаниак               | 3:31         |
| 12. | «Karma»             |                                  | 3:24         |
| 13. | «Emotional Machine» |                                  | 3:15         |
| 14. | «Too Afraid»        |                                  | 3:23         |
| 15. | «No More Suckers»   | Диамандис, Алекс Хоуп, Фланниган | 3:14         |
| 16. | «Soft to Be Strong» |                                  | 3:47         |